# گیرمو کاناس
 گیرمو کاناس (انگلیسی: Guillermo Cañas؛ زاده ۲۵ نوامبر ۱۹۷۷) یک تنیس‌باز اهل آرژانتین است. 